# 萌え株
萌え株（もえかぶ）とは、アニメ・ゲーム・コミック・ホビーなどのジャンルを中心とした、エンターテイメント関連株のことである。

## 概念
狭義の「萌え株」とは、アニメ・ゲーム・漫画・趣味関連の銘柄のみに限られる（これについては、下記に記載する「もえっくす30」の銘柄を参照）。
さらに狭義なものになると、萌えアニメ、萌えゲーム、萌え漫画など男性成人オタク向け美少女キャラを扱う上場企業の株式のみを言う場合もある、このことからもえっくす銘柄ですら企業自ら当社は萌え株であるということは例が少ない。
しかし広義の「萌え株」となると、一般的な音楽・映画・パソコン・マスコミ…などの幅広いジャンルに及ぶ。さらにはソフマップなどのマルチメディア販売店や、ライブドアなどの有名IT企業にまでその範囲が広がってしまう場合さえある。つまり広義の「萌え株」とは、その銘柄に「メディア性」と「娯楽性」があるのが条件とされている。
また「萌え株」というネーミングだが、必ずしも「萌え」要素がそのメーカーや商品にある訳ではない。メーカーによっては、硬派な商品を中心に製作している会社も多い。「萌え株」＝エンターテイメント関連株とみなされている。
エンターテイメント株の特徴としては、テレビ番組や映画放映、コンテンツ発売前に常例的に制作発表などが行われている。それらの情報を元にDVD、おもちゃ、ゲーム、コミックなどの製品発売前から売上予測が立てられて非常に早いうち（コンテンツによっては１年以上前）から株価が動きやすいのがこの業界の特徴である。

## 歴史
ガンホー株
2005年4月1日、浜銀総合研究所が「2003年の書籍、映像、ゲームにおける『萌え』関連の市場規模は888億円」と発表。このレポートをマスコミが紹介、これによって萌え関連株を物色する動きが始まった（レポート閲覧）。
折しも3月10日にヘラクレス市場に公募価格120万円で株式公開されたガンホー・オンライン・エンターテインメント株が1000万円を超える値上がりを見せ、市場参加者の注目を集めていた。ガンホー株は公開株数わずか1000株、公募株数300株での上場という、需要に対し極端に供給の少ない需給要因からの暴騰であり、当初は萌え株として意識されていたわけではなかった。しかし、その驚異的な値上がりぶりは多くの市場参加者に強烈な印象を与えていた。そこへ浜銀総合研究所のレポートが発表されることで、市場はガンホーを萌え市場での成功企業と認識、値上がりはさらに加速することになる。
ガンホー株は、4月1日の終値1280万円から4月12日の最高値2310万円まで、レポート発表後のわずか10日余りの期間に、1000万円近い暴騰を見せた。
追従した銘柄
この動きが萌え市場で活動する他の上場企業を探す動きにつながり、次々に萌え株が上昇することになる。ブロッコリー株は4月1日142円から始まり、4月18日985円の高値まで、2週間で7倍の値上がりを見せた。まんだらけ株は4月12日から19日まで6日連続のストップ高で、4月1日の終値57.5万円から、4月21日につけた最高値195万円まで実に4倍近く上昇した。
コーエーネット株は4月1日43万円から、4月20日の最高値280万円まで7倍近い暴騰を見せた。マーベラスエンターテイメント株は4月1日18.8万円からストップ高6度の荒い値動きの末、4月21日の最高値37.5万円まで2倍上昇した。そこまでの上昇は見せずとも、萌え株と認識された企業の株は、軒並みそれまでの値動きとは全く違った上昇を見せることになった。
その他
4月18日には株式新聞が1面トップで「萌え燃える」の大見出しを掲げ、「おねがい☆ツインズ」のDVDパッケージの写真を掲載。およそ業界紙の1面には似つかわしくない紙面が駅売店に並び、萌え株というジャンルは株式市場に完全に定着することになった。
さらに、2005年秋(8月末～11月末)には、第二次「萌え株ブーム」が起こった。 この時には、ガンホーが300万円から700万円超まで株価を急騰させるなど、他の銘柄の多くも急騰をみせ話題となった。
また、安倍晋三首相が突然の辞任会見を開いた2007年9月12日の株式市場ではコミック出版社やアニメ制作会社などの銘柄が取引時間終盤に軒並み急騰した。これは、安倍首相の辞任に伴い、漫画好きと言われている麻生太郎自民党幹事長が次期首相に就任し、コンテンツ振興が進むのではという一部の思惑により買われたものであった。値幅制限のない銘柄（マーケットメイク銘柄）のブロッコリーは3時間で70%以上株価が上昇した。

## ファンド
萌え株に関連するものとして、ときメモファンド、アニメファンド、アイドルファンド、映画ファンドなど様々なファンド商品が出現しているが、制作終了までの期間が半年～1年超と長いわりに株主利益が少ないため、資産運用としてのメリットに欠ける部分がある。

## 「山田真哉氏」の萌え株、買っちゃうぞ
角川書店のアニメ雑誌月刊ニュータイプに2006年から2008年に連載された公認会計士の山田真哉氏によるコラム連載「山田真哉氏」の萌え株、買っちゃうぞ
この連載では毎月1社を取り上げ20社以上を扱ってきたが、アニメ会社、放送局、ゲーム会社、おもちゃ会社、マンガ出版社、アニメ大口枠スポンサー企業、このようなものを萌え株であると述べている。
WEBアーカイブより　2015年7月閲覧　2011年5月アーカイブ　連載中「萌え株、買っちゃうぞ！」　　いったい、彼はこれまでどんなアニメ株を買い漁ってきたのか？ (アニメ仁義なき戦い)

## 株でいこう! お兄ちゃん、ネット・トレーディングしよっ
マイクロマガジン社から2005年7月15日に発売されたこの本でも、読者のメインターゲットであるオタク向けになじみが深い銘柄である、萌え株をメインに株式ネットトレーディングの入門が書かれており、他の株式入門本と比べて特筆すべきこととしては、萌え株をオタクが買う場合、限定非売品グッズの株主優待品や株主総会での質疑応答などが製作者に質問や要望ができること、オタクならではの製作者、声優などからの販売予測や情報網が活かせること、好きな作品を出す会社を買い支えることができることなどがメリットであると書かれている。

## もえっくす30
ダイヤモンドZAi（ダイヤモンド社）2005年7月号巻頭連載「ザイスポ」で、「萌え株がキタ---(゜∀゜）---!!!」と題して「萌え株」が取り上げられた。この記事の中で、浜銀総合研究所調査部主任研究員の河合良介が「萌え株」銘柄と定義付けた会社30社を取り上げ、これらを指数化したものを「もえっくす30」と命名した。「TOPIX」（東証株価指数）と同じような概念の指標である。

## エンターテインメント銘柄または「萌え株」と呼ばれる銘柄

### アニメ関連
- 2360 ウィーヴ 2009年5月27日上場廃止
- 3585 トムス・エンタテインメント （セガサミーホールディングスの株式交換による完全子会社化により、2010年11月26日上場廃止）
- 3711 創通   バンダイナムコホールディングスのTOBによる完全子会社化により、2020年2月27日上場廃止
- 3725 バンダイネットワークス （バンダイナムコホールディングスのTOBによる完全子会社化により、2008年2月15日上場廃止）
- 3755 ゴンゾ 債務超過により2009年7月30日上場廃止
- 3791 IGポート （マッグガーデンとの経営統合により株式会社プロダクション・アイジーから商号変更、持株会社化）
- 4325 バンダイビジュアル （バンダイナムコホールディングスのTOBによる完全子会社化により、2008年2月15日上場廃止）
- 4816 東映アニメーション
- 7552 ハピネット
- 7844 マーベラスエンターテイメント2011年10月1日、株式会社AQインタラクティブ及び株式会社ライブウェアを吸収合併し、商号を株式会社マーベラスAQLに変更。2014年7月1日に商号を株式会社マーベラスに変更
- 7967 バンダイ （ナムコと共同持株会社バンダイナムコホールディングスを設立し経営統合、2005年9月22日上場廃止）7832 バンダイナムコホールディングス

### ネットゲーム関連
- 2333 ジー・モード ガイアホールディングス（3727）の完全子会社化で2011年12月15日に上場廃止。
- 2697 コーエーネット コーエー完全子会社化で2008年7月28日に上場廃止
- 3715 ドワンゴ KADOKAWA・DWANGO（現・*9468  KADOKAWA）を設立の上同社の完全子会社化で2014年9月16日に上場廃止
- 3723 日本ファルコム
- 3758 アエリア
- 3760 ケイブ
- 3765 ガンホー・オンライン・エンターテイメント

### ゲーム関連
- 4311 ディースリー （バンダイナムコホールディングスのTOBによる完全子会社化により、2009年7月16日上場廃止）
- 4822 ハドソン （コナミの株式交換による完全子会社化により、2011年3月29日上場廃止）
- 7854 バンプレスト （バンダイナムコホールディングスのTOBによる完全子会社化により、2006年2月23日上場廃止）
- 7954 EMCOMホールディングス (旧株式会社ジャレコ 但しゲーム事業は2009年1月ゲームヤロウ株式会社へ売却し撤退、2013年5月9日上場廃止)
- 9650 テクモ コーエーと合併*3635 コーエーテクモホールディングス
- 9654 コーエー テクモと合併*3635 コーエーテクモホールディングス
- 9752 ナムコ  （バンダイと共同持株会社バンダイナムコホールディングスを設立し経営統合、2005年9月22日上場廃止）
- 7832 バンダイナムコホールディングス
- 9766 コナミ

### コミック関連
- 2652 まんだらけ
- 2706 ブロッコリー
- 3720 マッグガーデン （プロダクションIGとの経営統合により、2006年11月27日上場廃止）
- 4815 ジャパン・デジタル・コンテンツ信託 2009年11月1日上場廃止
- 7843 幻冬舎 自社公開買い付けにより2011年3月16日上場廃止
- 9477 角川グループホールディングス 2014年9月26日にドワンゴと合併後、新会社の*9468 KADOKAWAになる

## その他の萌え株
上記の「もえっくす30」に上げた銘柄以外にも、下記のような銘柄がある。（特に記載のない場合は、「狭義での萌え株」のみ挙げるものとする）

### アニメ関連
- 1491 中外鉱業
- 2329 東北新社
- 2388 ウェッジホールディングス
- 3727 ガイアホールディングス （旧アプリックス）
- 4358 ティー・ワイ・オー
- 4835 インデックス（旧法人） 2013年7月28日上場廃止
- 6238 フリュー
- 6879 イマジカ・ロボット ホールディングス
- 9411 テレビ東京 持株会社化
- 9413 テレビ東京ホールディングス
- 9601 松竹
- 9602 東宝
- 9605 東映

### ゲーム関連
- 2121 ミクシィ
- 2138 クルーズ
- 2140 クラウドゲート （旧テラネッツ）2012年3月23日上場廃止
- 2323 fonfun
- 2432 ディー・エヌ・エー
- 3624 アクセルマーク
- 3632 グリー
- 3639 ボルテージ
- 3656 KLab
- 3659 ネクソン
- 3662 エイチーム
- 3664 モブキャスト
- 3667 enish
- 3668 コロプラ
- 3745 サミーネットワークス 2010年11月26日セガサミーの完全子会社化により上場廃止
- 3792 ゲームポット 2008年7月20日ソネットエンタテインメントの完全子会社化により上場廃止
- 3775 ガイアックス
- 3785 エイティング
- 3789 ソネットエンタテインメント 2012年12月26日ソニーの完全子会社化により上場廃止
- 3793 ドリコム
- 3810 サイバーステップ
- 3812 ゲームオン 2012年4月24日韓国NEOWIZ GAMES Corp.の完全子会社化により上場廃止
- 3823 アクロディア
- 3838 AQインタラクティブ2011年10月1日マーベラスエンターテイメントを存続会社として、ライブウェアと共に吸収・消滅。株式会社マーベラスAQLとなる。
- 3845 アイフリークホールディングス
- 3851 日本一ソフトウェア
- 4295 フェイス
- 4334 ユークス
- 4644 イマジニア
- 4728 トーセ
- 4751 サイバーエージェント
- 4777 ガーラ
- 4829 日本エンタープライズ
- 6460 セガサミーホールディングス
- 6758 ソニー
- 7866 アトラス 親会社インデックス・ホールディングスに2010年4月30日吸収合併され上場廃止の後、解散
- 7974 任天堂
- 9684 スクウェア・エニックス
- 9697 カプコン

### コミック関連
- 3641 パピレス
- 3658 イーブックイニシアティブジャパン
- 3663 セルシス（2代） 2022年9月1日にアートスパークホールディングスから商号変更
- 3829 セルシス（初代） 2012年3月28日にエイチアイと経営統合してアートスパークホールディングスを設立し、上場廃止
- 3846 エイチアイ 2012年3月28日にセルシスと経営統合してアートスパークホールディングスを設立し、上場廃止

### パチンコ、スロット関連
- 2767 フィールズ
- 6257 藤商事
- 6261 日本ゲームカード 2011年3月29日上場廃止
- 6412 平和
- 6417 SANKYO
- 6419 マースエンジニアリング
- 6423 高砂電器産業 2010年11月26日コナミの完全子会社化により上場廃止（旧アビリット）
- 6425 ユニバーサルエンターテインメント（旧アルゼ）
- 6428 オーイズミ
- 6429 タイヨーエレック 2011年7月27日セガサミーの完全子会社化により上場廃止
- 6430 ダイコク電機
- 6736 サン電子
- 7991 マミヤ・オーピー

### その他
- 2404 鉄人化計画
- 2409 ネクストジャパンホールディングス Jトラストの株式交換による完全子会社化により、2012年4月25日上場廃止
- 2651 ローソン
- 2656 ベクター
- 2681 ゲオ
- 2687 シー・ヴイ・エス・ベイエリアビッグサイト周辺エリア展開、コミケ関連銘柄
- 2690 ソフマップ ビックカメラの子会社になり2010年1月26日上場廃止
- 2710 シーエスロジネット テクタイトの子会社になり2016年11月4日上場廃止
- 3326 ランシステム
- 3344 ワンダーコーポレーション　2021年3月30日上場廃止
- 3754 エキサイト
- 4343 イオンファンタジー
- 4661 オリエンタルランド
- 5253 カバー
- 4712 KeyHolder
- 6448 ブラザー工業カラオケメーカー、「エクシング」親会社
- 6727 ワコム
- 6791 日本コロムビア
- 7458 第一興商
- 7608 エスケイジャパン
- 7523 アールビバンイラストレーター系版画ブランド「アールジュネス」を展開
- 7610 テイツー
- 7633 NESTAGE 2010年8月2日上場廃止
- 7645 日本トイザらス 2010年2月20日上場廃止
- 7828 タカラトミーアーツ (旧株式会社ユージン 2008年6月25日上場廃止)
- 7805 プリントネット
- 7835 ウィズ
- 7842 セガトイズ セガサミーホールディングスの株式交換による完全子会社化により、2010年11月26日上場廃止
- 7860 エイベックス・グループ・ホールディングス
- 7867 タカラトミー
- 7951 ヤマハ
- 8028 ファミリーマート
- 8101 GSIクレオスきせかえ可能なフィギュアピンキーストリートPinky：st、プラモデル事業も展開
- 8136 サンリオ
- 8154 加賀電子
- 9722 藤田観光ワシントンホテルを展開、コミケ関連銘柄
- 9730 ワオ・コーポレーション2012年9月26日MBOにより上場廃止

## 海外萌え株

### 欧米
アニメ
- DIS - ウォルト・ディズニー・カンパニー
- DWA - ドリームワークス・アニメーション
- NAVR - Navarre Corp.2008年閉鎖
- NFLX - ネットフリックス
- TWX - タイム・ワーナー
- VIA VIAB - バイアコム

ゲーム
- AAPL - Apple
- ATVI - アクティビジョン・ブリザード
- EA - エレクトロニック・アーツ
- KING - キング・デジタル・エンターテインメント
- MSFT - マイクロソフト
- THQI - THQ2012年倒産
- TTWO - テイクツー・インタラクティブ
- UBI - ユービーアイソフト

コミック
- AMZN - Amazon.com
- MVL - マーベルコミックス2009年8月31日ウォルト・ディズニー・カンパニーにより買収

### 韓国
アニメ
- 48910 - Daewon Media Co., Ltd.
- 66430 - STEMSCIENCE CO.,LTD.
- 66910 - SONOKONG Co., Ltd.

キャラクターグッズ
- 39830 - AURORA WORLD Corp.
- 47080 - HanbitSoft Inc.
- 48910 - Daewon Media Co., Ltd.
- 66910 - SONOKONG Co., Ltd.

ゲーム
- GRVY - Gravity Co., Ltd.
- 23770 - YNK Korea Inc.
- 30350 - Dragonfly GF Co.,Ltd.
- 35420 - NHN Corp.
- 35510 - SHINSEGAE INFORMATION & COMMUNICATION
- 35620 - Barunson Games Corp.
- 36570 - NCsoft
- 37150 - CJ Internet Corp.
- 41140 - GAMEHI Co., Ltd.
- 47080 - HanbitSoft Inc.
- 47560 - ESTsoft Corp.
- 48910 - Daewon Media Co., Ltd.
- 49000 - Yedang Company Co.,Ltd.
- 52190 - Softmax
- 52770 - YD Online Corp.
- 52790 - Actoz Soft
- 53320 - Tera Resource Co.,Ltd.
- 58630 - Mgame CORP.
- 63080 - GAMEVIL INC
- 64260 - DANAL Co., Ltd.
- 66910 - SONOKONG Co., Ltd.
- 67000 - JC Entertainment Corp.
- 69080 - Webzen
- 78340 - COM2US Corporation
- 95660 - NEOWIZ GAMES Corp.
- 101730 - JOYMAX CO.,LTD.
- 112040 - WEMADE ENTERTAINMENT CO.,LTD.

### 中国
ゲーム
- GA - 巨人網路Giant Interactive Group Inc(New York Consolidated)
- NCTY.O - 第九城市The9 Ltd (NASDAQ)
- NTES.O - 網易NetEase.com Inc (NASDAQ)
- PWRD.O - 完美時空Perfect World Co Ltd (NASDAQ)
- SOHU.O - 捜狐Sohu.com Inc (NASDAQ)
- SNDA.O - 盛大網絡Shanda Interactive Entertainment Ltd (NASDAQ)
- GAME.O - 盛大遊戯Shanda Games Ltd (NASDAQ)
- 0700.HK - 騰訊控股Tencent Holdings Ltd(香港証券取引所)
- 0082.HK - 第一視頻VODone Ltd(香港証券取引所)

### 台湾
ゲーム
- 3083:TWO - 中華網龍Chinese Gamer International Corporation(証券櫃台買賣中心)
- 3086.TWO  - 華義国際Wayi International Digital Entertainment Co(証券櫃台買賣中心)
- 3546:TWO - 宇峻奥佇汀Userjoy Technology Co Ltd(証券櫃台買賣中心)
- 5478.TWO - 智冠科技Soft World International Corp(証券櫃台買賣中心)
- 6111.TWO - 大宇資訊Softstar Entertainment Inc(証券櫃台買賣中心)
- 6169.TWO - 昱泉国際Interserv International Inc(証券櫃台買賣中心)
- 6180.TWO - 遊戯橘子Gamania Digital Entertainment Co Ltd(証券櫃台買賣中心)